# Иван Милић
Иван Милић (Пећ, 1984) доцент Правног факултета Универзитета у Новом Саду

## Биографија
Правни факултет у Новом Саду уписао је школске 2006/2007. године, а дипломирао у јуну 2010. године. Школске 2010/2011. године уписује мастер студије на Правном факултету у Новом Саду.
Године 2012. одбранио је мастер рад с темом „Убиство на мах – криминолошки и кривичноправни аспект“. Такође, 2012. године уписао је докторске студије. Септембра 2017. године одбранио је докторску дисертацију на тему „Индивидуализација казне затвора – криминолошки, кривичнорпавни и пенолошки аспект“ под менторством проф. др Бранислава Ристивојевића.
Децембра 2010. године изабран је у звање сарадника у настави за наставни предмет Криминологија. Године 2012 изабран је у звање асистента. Децембра 2018. године, изабран је у звање асистента са докторатом.

## Научни рад
Области његовог научног интересовања су криминологија, кривично право, прекршајно право, право извршења кривичних санкција.

## Изабрана библиографија

### Књиге
1. Ристивојевић, Бранислав; Милић, Иван (2018). Основи  прекршајног  права.
2. Дракић, Драгиша; Милић, Иван (2019). Основи кривичног извршног  права.

### Научни радови
1. Милић, Иван (2020). „Правне последице осуде и  вођење казнене евиденције за правна лица која су учинила кривично дело”. Meђунaрoдни нaучни скуп "Услуге и права корисника", Прaвни фaкултeт Унивeрзитeтa у Крагујевцу.
2. Милић, Иван (2020). „Новине у Општем делу Кривичног законика” (PDF). Зборник радова Правног факултета у Новом Саду. LIV br. 1: 367–381. Архивирано из оригинала (PDF) 29. 11. 2021. г. Приступљено 14. 01. 2021.
3. Милић, Иван (2020). „О тзв. полицијском часу за време ванредног стања проглашеног због епидемије заразне болести COVID-19” (PDF). Зборник радова Правног факултета у Новом Саду. LIV br. 2: 745–762. Архивирано из оригинала (PDF) 03. 12. 2021. г. Приступљено 14. 01. 2021.
4. Милић, Иван (2020). „Упућивање најопаснијих осуђеника на издржавање казне затвора”. Гласник Адвокатске коморе Војводине. br. 3/2020: 312-346.
5. Милић, Иван (2018). „Накнада штете неоправдано кажњеном и неосновано задржаном лицу”. Зборник рaдoвa српскoг удружeњe зa кривичнoпрaвну тeoрију и прaксу, рeдoвнo гoдишњe сaвeтoвaњe удружeњa - Злaтибoр. LVIII: 435-442.
6. Милић, Иван (2017). „Ненадокнадива штета неоправданог вођења кривичног поступка”. Збoрник рaдoвa српскoг удружeња зa кривичнoпрaвну тeoрију и прaксу, рeдoвнo гoдишњe сaвeтoвaњe удружeњa - Злaтибoр. LVIII: 612-623.
7. Милић, Иван (2013). „Поједини проблеми приликом изрицања и извршења мере безбедности забране управљања моторним возилом” (PDF). Зборник радова Правног факултета у Новом Саду. XLVII br. 3: 447—458. Архивирано из оригинала (PDF) 08. 12. 2021. г. Приступљено 11. 12. 2018.
8. Милић, Иван (2014). „Специфичност одлагања извршења казне затвора и примене мере притвора с обзиром на трудноћу и личност жене” (PDF). Зборник радова Правног факултета у Новом Саду. XLVIII br. 2: 447—457. Архивирано из оригинала (PDF) 04. 12. 2021. г. Приступљено 11. 12. 2018.
9. Милић, Иван (2014). „Нови Закон о прекршајима и стари проблеми са заштитном мером обавезног лечења зависника од алкохола и психоактивних супстанци” (PDF). Зборник радова Правног факултета у Новом Саду. XLVIII br. 1: 263—273. Архивирано из оригинала (PDF) 05. 12. 2021. г. Приступљено 11. 12. 2018.
10. Милић, Иван (2014). „Кријумчарење држављана Републике Србије у држави свог држављанства”. [[Четврти научни скуп са међународним учешћем „Право и друштвена стварност“, Правни факултет у Приштини с привременим седиштем у Косовској Митровици, Косовска Митровица]].
11. Милић, Иван (2015). „Евиденција прекршајно кажњених лица” (PDF). Зборник радова Правног факултета у Новом Саду. XLIX br. 1: 239—251. Архивирано из оригинала (PDF) 29. 11. 2021. г. Приступљено 11. 12. 2018.